# Ídolos (2.ª temporada)
A segunda temporada do programa de televisão brasileiro Ídolos estreou no SBT no dia 28 de março de 2007. Essa temporada manteve os jurados da primeira temporada, Arnaldo Saccomani, Carlos Eduardo Miranda, Cynthia "Cyz" Zamorano e Thomas Roth, bem como os apresentadores Beto Marden e Lígia Mendes. A grande final consagrou Thaeme Mariôto, em 16 de agosto de 2007.
Essa foi a última temporada do programa produzida e exibida pelo SBT. Em 2008, o formato foi comprado pela emissora Record, que produziria e exibiria as cinco temporadas posteriores.

## Audições
As audições ocorreram nas seguintes cidades:
| Cidade                        | Data                   | Local                          |
| ----------------------------- | ---------------------- | ------------------------------ |
| Salvador, Bahia               | 14 de outubro de 2006  | Bahia Othon Palace Hotel       |
| Belém, Pará                   | 21 de outubro de 2006  | Golden Palace Eventos          |
| Belo Horizonte, Minas Gerais  | 4 de novembro de 2006  | Hotel Mercure Lourdes          |
| Campinas, São Paulo           | 11 de novembro de 2006 | Tênis Clube de Campinas        |
| Florianópolis, Santa Catarina | 18 de novembro de 2006 | Centro de Convenções Centrosul |

Ao todo, foram 15 mil inscritos, sendo três mil em cada cidade. Os candidatos deveriam ter entre 18 e 30 anos para serem audicionados.

## Teatro

### Primeiro corte
O primeiro dia da fase do teatro apresentou os 183 candidatos aprovados nas audições. 108 candidatos avançaram.

### Chorus Line
Divididos em grupos, cada candidato deve subir ao palco e cantar uma canção a cappella para os jurados até que eles peçam para parar. 74 candidatos avançaram.

### Solos
A próxima etapa exigiu que os concorrentes cantassem individualmente com a opção de tocar um instrumento. 50 candidatos avançaram para a rodada final. No final, os jurados chamam os candidatos em pares e dizem-lhes se fazem parte dos 32 semifinalistas.

## Semifinais
Os 32 semifinalistas foram divididos por sexo em 4 grupos de 8 candidatos. Cada concorrente cantaria na noite de seu respectivo grupo (2 noites de homens e 2 noites de mulheres). Os três candidatos mais votados pelo público de cada grupo avançaram para as finais, que ampliou de Top 10 para Top 12. Os grupos femininos apresentaram-se em 16 de maio de 2007 e 30 de maio de 2007, enquanto os grupos masculinos apresentaram-se em 23 de maio de 2007 e 6 de junho de 2007, com os resultados sendo exibidos nas noites seguintes.
Por ordem de aparição (classificados em negrito)

### Grupo 1
1. Luzielle Carvalho - "Erva Venenosa (Poison Ivy)" (Rita Lee)
2. Karine Rodrigues - "Seduzir" (Djavan)
3. Suelen Rocha - "Flores" (Titãs)
4. Naiara Terra - "Será" (Legião Urbana)
5. Leila Lins - "Prazer e Luz" (Luciana Mello)
6. Keyla Vilaça - "Berimbau Metalizado" (Ivete Sangalo)
7. Fabiana Belz - "Dancin' Days" (As Frenéticas)
8. Dani Black - "Nos Lençóis Desse Reggae" (Zélia Duncan)

### Grupo 2
1. Jésus Henrique - "Samurai" (Djavan)
2. Thiago Soares - "Palavras de um Futuro Bom" (Jota Quest)
3. Daniel Murata - "Você Chegou" (LS Jack)
4. Tiago Faria - "Chovendo Estrelas" (Guilherme & Santiago)
5. Rafael Chaves - "Casa" (Lulu Santos)
6. Davi Lins - "O Segundo Sol" (Nando Reis/Cássia Eller)
7. Diego Valim - "Semana Que Vem" (Pitty)
8. Dan Barros - "O Telefone Tocou Novamente" (Jorge Ben Jor)

### Grupo 3
1. Shirley Carvalho - "É Isso Aí" (Paula Lima)
2. Mari Rocha - "Quando a Chuva Passar" (Ivete Sangalo)
3. Dany Vega - "Jeito Sexy" (Fat Family)
4. Bárbara Amorim - "Se Quiser" (Tânia Mara)
5. Gisele Midian - "Balança Pema" (Marisa Monte/Jorge Ben Jor)
6. Julie Philippe - "Gostava Tanto de Você" (Tim Maia)
7. Thaeme Mariôto - "Me Chama" (Lobão)
8. Lenny Bellard - "Isso é Calypso" (Banda Calypso)

### Grupo 4
1. Léo Castro - "Um Certo Alguém" (Lulu Santos)
2. Mello Júnior - "Anjo" (Roupa Nova)
3. Humberto Diniz - "Desperdiçou" (Sandy & Junior)
4. Isaque Galvão - "Gostoso Veneno" (Alcione)
5. João Callaça - "Encontrar Alguém" (Jota Quest)
6. Julio JL - "Diz Que Me Ama" (Belo)
7. Mateus Mantovani - "Onde Você Mora?" (Cidade Negra)
8. Thiago Pity - "Soul de Verão" (Sandra de Sá)

## Finais

### Finalistas

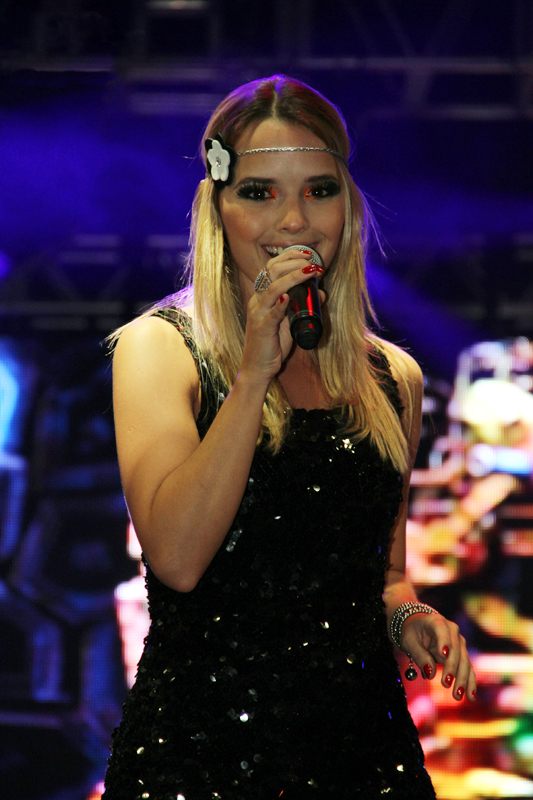
Thaeme Mariôto, a vencedora da temporada.

(idades e cidades fornecidas ao ingressar na competição)
| Candidato(a)     | Idade | Cidade                         | Resultado                            |
| ---------------- | ----- | ------------------------------ | ------------------------------------ |
| Thaeme Mariôto   | 21    | Presidente Prudente, São Paulo | Vencedora em 16 de agosto de 2007    |
| Shirley Carvalho | 30    | São José dos Campos, São Paulo | Vice-campeã em 16 de agosto de 2007  |
| Lenny Bellard    | 27    | Belém, Pará                    | 10ª eliminada em 9 de agosto de 2007 |
| Tiago Faria      | 18    | Canoinhas, Santa Catarina      | 9º eliminado em 2 de agosto de 2007  |
| Davi Lins        | 19    | Rio de Janeiro, Rio de Janeiro | 8º eliminado em 26 de julho de 2007  |
| Naiara Terra     | 18    | São Gonçalo, Rio de Janeiro    | 7ª eliminada em 19 de julho de 2007  |
| Karine Rodrigues | 25    | Alvorada, Rio Grande do Sul    | 6ª eliminada em 12 de julho de 2007  |
| Dan Barros       | 28    | Taubaté, São Paulo             | 5º eliminado em 5 de julho de 2007   |
| Isaque Galvão    | 26    | Natal, Rio Grande do Norte     | 4º eliminado em 28 de junho de 2007  |
| João Callaça     | 29    | Uberlândia, Minas Gerais       | 3º eliminado em 21 de junho de 2007  |
| Dani Black       | 24    | São Paulo, São Paulo           | 2ª eliminada¹ em 14 de junho de 2007 |
| Julio JL         | 21    | Rio de Janeiro, Rio de Janeiro | 1º eliminado¹ em 14 de junho de 2007 |

Nota 1: Dani Black e Julio JL foram eliminados no Top 12. Julio foi anunciado primeiro.

| Legenda:                                                |
| ------------------------------------------------------- |
| O candidato foi salvo pelo público                      |
| O candidato ficou entre os 3 menos votados pelo público |
| O candidato ficou entre os 2 menos votados pelo público |
| O candidato foi o menos votado pelo público e eliminado |
| O candidato foi vice-campeão do programa                |
| O candidato foi vencedor do programa                    |

### Top 12 - MeuÍdolo
- Apresentação musical: Leandro Lopes

Nesta semana, o homem e a mulher menos votados foram eliminados. Também foram anunciados e chamados ao centro do palco o 2.º homem menos votado (Isaque Galvão) e a 2.ª mulher menos votada (Thaeme Mariôto). Não foi divulgado qual dos dois eliminados foi o menos votado, embora Julio JL tenha sido anunciado antes.
| Ordem | Candidato(a)     | Música (cantor original)                 | Resultado                  |
| ----- | ---------------- | ---------------------------------------- | -------------------------- |
| 1     | Dan Barros       | “Chocolate” (Tim Maia)                   | Salvo                      |
| 2     | Thaeme Mariôto   | “Como Eu Quero” (Kid Abelha)             | 2ª menos votada (Mulheres) |
| 3     | Julio JL         | “Deixa a Vida Me Levar” (Zeca Pagodinho) | Eliminado                  |
| 4     | Tiago Faria      | “Adoro Amar Você” (Daniel)               | Salvo                      |
| 5     | Naiara Terra     | “Maria, Maria” (Milton Nascimento)       | Salva                      |
| 6     | Davi Lins        | “Vem Me Amar” (Alexandre Pires)          | Salvo                      |
| 7     | Karine Rodrigues | “Wave” (Tom Jobim)                       | Salva                      |
| 8     | Isaque Galvão    | “Me Dê Motivo” (Tim Maia)                | 2º menos votado (Homens)   |
| 9     | Shirley Carvalho | “Quando Chove” (Patricia Marx)           | Salva                      |
| 10    | Dani Black       | “Vamos Fugir” (Gilberto Gil)             | Eliminada                  |
| 11    | João Callaça     | “Lilás” (Djavan)                         | Salvo                      |
| 12    | Lenny Bellard    | “Sorte Grande” (Ivete Sangalo)           | Salva                      |

### Top 10 - Intérpretes Masculinos
- Apresentações musicais: Marcelo D2 e Fernandinho Beat Box

| Ordem | Candidato(a)     | Música (cantor original)                          | Resultado       |
| ----- | ---------------- | ------------------------------------------------- | --------------- |
| 1     | João Callaça     | “Sábado à Noite” (Lulu Santos)                    | Eliminado       |
| 2     | Naiara Terra     | “Só Você” (Fábio Jr.)                             | Salva           |
| 3     | Isaque Galvão    | “Cotidiano” (Chico Buarque)                       | 3º menos votado |
| 4     | Karine Rodrigues | “Cuide Bem do Seu Amor” (Os Paralamas do Sucesso) | Salva           |
| 5     | Davi Lins        | “Sobrenatural” (Jeito Moleque)                    | Salvo           |
| 6     | Lenny Bellard    | “Deixa Acontecer” (Grupo Revelação)               | Salva           |
| 7     | Tiago Faria      | “Leilão” (César Menotti & Fabiano)                | Salvo           |
| 8     | Shirley Carvalho | “Ai, que Saudade d'Ocê” (Fábio Jr.)               | Salva           |
| 9     | Thaeme Mariôto   | “Por Onde Andei” (Nando Reis)                     | Salva           |
| 10    | Dan Barros       | “Condição” (Lulu Santos)                          | 2º menos votado |

### Top 9 - Sucessos daJovem Pan FM
- Apresentação musical: Capital Inicial

| Ordem | Candidato(a)     | Música (cantor original)                      | Resultado       |
| ----- | ---------------- | --------------------------------------------- | --------------- |
| 1     | Lenny Bellard    | “Natiruts Reggae Power” (Natiruts)            | Salva           |
| 2     | Davi Lins        | “Amanhã Não Se Sabe” (LS Jack)                | Salvo           |
| 3     | Isaque Galvão    | “Aviso aos Navegantes” (Lulu Santos)          | Eliminado       |
| 4     | Naiara Terra     | “Seguindo Estrelas” (Os Paralamas do Sucesso) | Salva           |
| 5     | Dan Barros       | “Fora da Lei” (Ed Motta)                      | 2º menos votado |
| 6     | Karine Rodrigues | “Só Hoje” (Jota Quest)                        | 3ª menos votada |
| 7     | Thaeme Mariôto   | “Amor Perfeito” (Babado Novo/Roberto Carlos)  | Salva           |
| 8     | Tiago Faria      | “Segredos” (Frejat)                           | Salvo           |
| 9     | Shirley Carvalho | “Já Foi” (Jota Quest)                         | Salva           |

### Top 8 - Dedique a Canção
- Apresentação musical: Nando Reis

| Ordem | Candidato(a)     | Música (cantor original)                       | Resultado       |
| ----- | ---------------- | ---------------------------------------------- | --------------- |
| 1     | Karine Rodrigues | “Nascente” (Flávio Venturini)                  | Salva           |
| 2     | Tiago Faria      | “Não Posso Ter Medo de Amar” (Bruno & Marrone) | Salvo           |
| 3     | Shirley Carvalho | “Vento no Litoral” (Legião Urbana)             | 2ª menos votada |
| 4     | Dan Barros       | “A Lua e Eu” (Cláudio Zoli)                    | Eliminado       |
| 5     | Naiara Terra     | “Por Enquanto” (Legião Urbana)                 | Salva           |
| 6     | Lenny Bellard    | “Tanta Saudade” (Wanessa Camargo)              | 3ª menos votada |
| 7     | Thaeme Mariôto   | “A Sua” (Marisa Monte)                         | Salva           |
| 8     | Davi Lins        | “A Musa das Minhas Canções” (Alexandre Pires)  | Salvo           |

### Top 7 - Intérpretes Femininas
- Apresentação musical: Bruno & Marrone

| Ordem | Candidato(a)     | Música (cantor original)                 | Resultado       |
| ----- | ---------------- | ---------------------------------------- | --------------- |
| 1     | Thaeme Mariôto   | “Agora Só Falta Você” (Rita Lee)         | Salva           |
| 2     | Shirley Carvalho | “Assim Que Se Faz” (Luciana Mello)       | Salva           |
| 3     | Naiara Terra     | “Palpite” (Vanessa Rangel)               | 2ª menos votada |
| 4     | Davi Lins        | “À Francesa” (Marina Lima)               | Salvo           |
| 5     | Karine Rodrigues | “Pra Ser Sincero” (Marisa Monte)         | Eliminada       |
| 6     | Lenny Bellard    | “Pra Te Esquecer” (Joelma/Banda Calypso) | 3ª menos votada |
| 7     | Tiago Faria      | “Meu Dengo” (Roberta Miranda)            | Salvo           |

### Top 6 -Skank
- Jurado convidado: Samuel Rosa

| Ordem | Candidato(a)     | Música (Skank)             | Resultado       |
| ----- | ---------------- | -------------------------- | --------------- |
| 1     | Naiara Terra     | “Mil Acasos”               | Eliminada       |
| 2     | Shirley Carvalho | “Resposta”                 | Salva           |
| 3     | Tiago Faria      | “Saideira”                 | 3º menos votado |
| 4     | Thaeme Mariôto   | “Tanto”                    | 2ª menos votada |
| 5     | Davi Lins        | “Dois Rios”                | Salvo           |
| 6     | Lenny Bellard    | “É Uma Partida de Futebol” | Salva           |

### Top 5 -Clássicos Populares
- Apresentação musical: Rádio Táxi

| Ordem | Candidato(a)     | Música (cantor original)                    | Ordem | Música (cantor original)         | Resultado       |
| ----- | ---------------- | ------------------------------------------- | ----- | -------------------------------- | --------------- |
| 1     | Lenny Bellard    | "Chorando Se Foi (Lambada)" (Kaoma)         | 6     | "O Amor e o Poder" (Rosana)      | 2ª menos votada |
| 2     | Davi Lins        | "Domingo" (Só Pra Contrariar)               | 7     | "Telegrama" (Exaltasamba)        | Eliminado       |
| 3     | Thaeme Mariôto   | "Nem um Toque" (Rosana)                     | 8     | "Aguenta Coração" (José Augusto) | Salva           |
| 4     | Tiago Faria      | "Entre Tapas e Beijos" (Leandro & Leonardo) | 9     | "Fuscão Preto" (Almir Rogério)   | Salvo           |
| 5     | Shirley Carvalho | "Um Dia, Um Adeus" (Guilherme Arantes)      | 10    | "Andança" (Beth Carvalho)        | Salva           |

### Top 4 -Raul Seixase Tema Livre
- Apresentações musicais: Jeito Moleque e KLB

| Ordem | Candidato(a)     | Música (Raul Seixas)    | Ordem | Música (cantor original)       | Resultado       |
| ----- | ---------------- | ----------------------- | ----- | ------------------------------ | --------------- |
| 1     | Tiago Faria      | "Cowboy Fora da Lei"    | 5     | "Romaria" (Elis Regina)        | Eliminado       |
| 2     | Thaeme Mariôto   | "Maluco Beleza"         | 6     | "Espirais" (Marjorie Estiano)  | Salva           |
| 3     | Shirley Carvalho | "Tente Outra Vez"       | 7     | "Deixo" (Ivete Sangalo)        | Salva           |
| 4     | Lenny Bellard    | "Metamorfose Ambulante" | 8     | "Amor, Amor" (Wanessa Camargo) | 2ª menos votada |

### Top 3 - Escolha dos Fãs
- Apresentação musical: Charlie Brown Jr.

Por chegarem ao Top 3, Thaeme Mariôto, Shirley Carvalho e Lenny Bellard gravaram juntas a canção "Na Guerra e Na Paz", tema de abertura da telenovela Amigas & Rivais, produzida e exibida pelo SBT no mesmo ano.
| Ordem | Candidato(a)     | Música (cantor original)              | Ordem | Música (cantor original)                          | Resultado |
| ----- | ---------------- | ------------------------------------- | ----- | ------------------------------------------------- | --------- |
| 1     | Thaeme Mariôto   | "Os Outros" (Leoni)                   | 4     | "Sozinho" (Caetano Veloso)                        | Salva     |
| 2     | Lenny Bellard    | "Vai Sacudir, Vai Abalar" (Banda Eva) | 5     | "Acelerou" (Banda Calypso)                        | Eliminada |
| 3     | Shirley Carvalho | "Um Anjo Veio Me Falar" (Rouge)       | 6     | "Se Eu Não Te Amasse Tanto Assim" (Ivete Sangalo) | Salva     |

### Top 2 (Grande Final) - Escolha dos Jurados, A Melhor da Temporada eSingle
- Apresentação musical: Jon Secada

Na grande final, foi anunciado que Thaeme Mariôto recebeu 53% dos votos do público para vencer, enquanto Shirley Carvalho obteve 47% dos votos.
| Ordem | Candidato(a)     | Música (cantor original)           | Ordem | Música (cantor original)        | Ordem | Música            | Resultado         |
| ----- | ---------------- | ---------------------------------- | ----- | ------------------------------- | ----- | ----------------- | ----------------- |
| 1     | Thaeme Mariôto   | "Devolva-me" (Adriana Calcanhotto) | 3     | "Por Onde Andei" (Nando Reis)   | 5     | "Rotina"          | Vencedora (53%)   |
| 2     | Shirley Carvalho | "Coleção" (Cassiano)               | 4     | "Tente Outra Vez" (Raul Seixas) | 6     | "Razão e Coração" | Vice-campeã (47%) |

## Resultados
| Não se apresentou | Top 32 | Top 12 | Vice-campeão | Ídolo 2007 |

| Salvo | 3 menos votados | 2 menos votados | Eliminado |

| Fase:   | Fase:             | Semifinais | Semifinais | Semifinais | Semifinais | Finais     | Finais     | Finais     | Finais     | Finais     | Finais     | Finais     | Finais     | Finais     | Finais      |  |
| Fase:   | Fase:             | Grupo 1    | Grupo 2    | Grupo 3    | Grupo 4    | Top 12     | Top 10     | Top 9      | Top 8      | Top 7      | Top 6      | Top 5      | Top 4      | Top 3      | Top 2       |  |
| Semana: | Semana:           | 17/05      | 24/05      | 31/05      | 07/06      | 14/061     | 21/06      | 28/06      | 05/07      | 12/07      | 19/07      | 26/07      | 02/08      | 09/08      | 16/082      |  |
| Posição | Candidato(a)      | Resultados | Resultados | Resultados | Resultados | Resultados | Resultados | Resultados | Resultados | Resultados | Resultados | Resultados | Resultados | Resultados | Resultados  |  |
| 1       | Thaeme Mariôto    | N/A        | N/A        | Top 12     | N/A        | 2- (M)     | Salva      | Salva      | Salva      | Salva      | 2-         | Salva      | Salva      | Salva      | Vencedora   |  |
| 2       | Shirley Carvalho  | N/A        | N/A        | Top 12     | N/A        | Salva      | Salva      | Salva      | 2-         | Salva      | Salva      | Salva      | Salva      | Salva      | Vice-campeã |  |
| 3       | Lenny Bellard     | N/A        | N/A        | Top 12     | N/A        | Salva      | Salva      | Salva      | 3-         | 3-         | Salva      | 2-         | 2-         | Eliminada  |             |  |
| 4       | Tiago Faria       | N/A        | Top 12     | N/A        | N/A        | Salvo      | Salvo      | Salvo      | Salvo      | Salvo      | 3-         | Salvo      | Eliminado  |            |             |  |
| 5       | Davi Lins         | N/A        | Top 12     | N/A        | N/A        | Salvo      | Salvo      | Salvo      | Salvo      | Salvo      | Salvo      | Eliminado  |            |            |             |  |
| 6       | Naiara Terra      | Top 12     | N/A        | N/A        | N/A        | Salva      | Salva      | Salva      | Salva      | 2-         | Eliminada  |            |            |            |             |  |
| 7       | Karine Rodrigues  | Top 12     | N/A        | N/A        | N/A        | Salva      | Salva      | 3-         | Salva      | Eliminada  |            |            |            |            |             |  |
| 8       | Dan Barros        | N/A        | Top 12     | N/A        | N/A        | Salvo      | 2-         | 2-         | Eliminado  |            |            |            |            |            |             |  |
| 9       | Isaque Galvão     | N/A        | N/A        | N/A        | Top 12     | 2- (H)     | 3-         | Eliminado  |            |            |            |            |            |            |             |  |
| 10      | João Callaça      | N/A        | N/A        | N/A        | Top 12     | Salvo      | Eliminado  |            |            |            |            |            |            |            |             |  |
| 11–12   | Dani Black        | Top 12     | N/A        | N/A        | N/A        | Eliminados |            |            |            |            |            |            |            |            |             |  |
| 11–12   | Julio JL          | N/A        | N/A        | N/A        | Top 12     | Eliminados |            |            |            |            |            |            |            |            |             |  |
| 13–32   | Humberto Diniz    | N/A        | N/A        | N/A        | Eliminados |            |            |            |            |            |            |            |            |            |             |  |
| 13–32   | Léo Castro        | N/A        | N/A        | N/A        | Eliminados |            |            |            |            |            |            |            |            |            |             |  |
| 13–32   | Mateus Mantovani  | N/A        | N/A        | N/A        | Eliminados |            |            |            |            |            |            |            |            |            |             |  |
| 13–32   | Mello Júnior      | N/A        | N/A        | N/A        | Eliminados |            |            |            |            |            |            |            |            |            |             |  |
| 13–32   | Thiago Pity       | N/A        | N/A        | N/A        | Eliminados |            |            |            |            |            |            |            |            |            |             |  |
| 13–32   | Bárbara Amorim    | N/A        | N/A        | Eliminadas |            |            |            |            |            |            |            |            |            |            |             |  |
| 13–32   | Dany Vega         | N/A        | N/A        | Eliminadas |            |            |            |            |            |            |            |            |            |            |             |  |
| 13–32   | Gisele Midian     | N/A        | N/A        | Eliminadas |            |            |            |            |            |            |            |            |            |            |             |  |
| 13–32   | Julie Philippe    | N/A        | N/A        | Eliminadas |            |            |            |            |            |            |            |            |            |            |             |  |
| 13–32   | Mari Rocha        | N/A        | N/A        | Eliminadas |            |            |            |            |            |            |            |            |            |            |             |  |
| 13–32   | Daniel Murata     | N/A        | Eliminados |            |            |            |            |            |            |            |            |            |            |            |             |  |
| 13–32   | Diego Valim       | N/A        | Eliminados |            |            |            |            |            |            |            |            |            |            |            |             |  |
| 13–32   | Jésus Henrique    | N/A        | Eliminados |            |            |            |            |            |            |            |            |            |            |            |             |  |
| 13–32   | Rafael Chaves     | N/A        | Eliminados |            |            |            |            |            |            |            |            |            |            |            |             |  |
| 13–32   | Thiago Soares     | N/A        | Eliminados |            |            |            |            |            |            |            |            |            |            |            |             |  |
| 13–32   | Fabiana Belz      | Eliminadas |            |            |            |            |            |            |            |            |            |            |            |            |             |  |
| 13–32   | Keyla Vilaça      | Eliminadas |            |            |            |            |            |            |            |            |            |            |            |            |             |  |
| 13–32   | Leila Lins        | Eliminadas |            |            |            |            |            |            |            |            |            |            |            |            |             |  |
| 13–32   | Luzielle Carvalho | Eliminadas |            |            |            |            |            |            |            |            |            |            |            |            |             |  |
| 13–32   | Suelen Rocha      | Eliminadas |            |            |            |            |            |            |            |            |            |            |            |            |             |  |

Notas
- ↑Nota 1:  Nesta semana, o homem e a mulher menos votados foram eliminados. Também foram anunciados e chamados ao centro do palco o 2.º homem menos votado (Isaque Galvão) e a 2.ª mulher menos votada (Thaeme Mariôto). Não foi divulgado qual dos dois eliminados foi o menos votado, embora Julio JL tenha sido anunciado antes.
- ↑Nota 2:  Na grande final, foi anunciado que Thaeme Mariôto recebeu 53% dos votos do público para vencer, enquanto Shirley Carvalho obteve 47% dos votos.[9]